# Katastrofa samolotu ONZ w Kinszasie
Katastrofa samolotu ONZ w Kinszasie – wypadek lotniczy, do której doszło 4 kwietnia 2011 roku w Kinszasie, stolicy Demokratycznej Republiki Konga. Samolot Bombardier CRJ-100ER, lecący z Kisangani do Kinszasy rozbił się przy lądowaniu w trudnych warunkach atmosferycznych na terenie lotniska N’Djili International Airport. W wyniku wypadku śmierć poniosły 32 osoby, a ranna została jedna osoba.

## Samolot
Bombardier CRJ-100ER, który się rozbił, został wyprodukowany w 1995 roku i nosił numer seryjny 7070. Jego pierwszym właścicielem były francuskie linie lotnicze Brit Air. Samolot był wówczas zarejestrowany F-GRJA. We wrześniu 2007 roku, maszynę zakupiły gruzińskie linie Georgian Airways i został wówczas przerejestrowany na 4L-GAE. Linie Georgian Airways wyczarterowały samolot misji ONZ w Demokratycznej Republice Konga (MONUC). Na czas trwania misji samolot został oznaczony jako UN-834.

## Przebieg lotu
Bombardier CRJ-100ER odbywał lot na linii Goma – Kisangani – Kinszasa. Przed godziną 14:00, maszyna podchodziła do lądowania w Kinszasie. Wówczas nad miastem przechodziła silna burza, której towarzyszyły wyładowania elektryczne. Podczas lądowania, samolot z dużą siłą uderzył w pas startowy, przełamał się na kilka części, a następnie stanął w płomieniach.
Spośród 33 osób przebywających na pokładzie, wypadek przeżyła tylko jedna osoba – kongijski dziennikarz Francis Mwamba.

## Śledztwo
MONUC powołał specjalną grupę śledczą, która ma za zadanie wyjaśnić przyczyny wypadku.

## Obywatelstwo pasażerów i załogi
| Państwo                           | Pasażerowie | Załoga | Razem | Ofiary śmiertelne | Ocaleni |
| --------------------------------- | ----------- | ------ | ----- | ----------------- | ------- |
| Kongo                             | 8           | –      | 8     | 7                 | 1       |
| Gruzja                            | –           | 4      | 4     | 4                 | –       |
| Południowa Afryka                 | 3           | –      | 3     | 3                 | –       |
| Bangladesz                        | 2           | –      | 2     | 2                 | –       |
| Belgia                            | 2           | –      | 2     | 2                 | –       |
| Benin                             | 1           | –      | 1     | 1                 | –       |
| Ghana                             | 1           | –      | 1     | 1                 | –       |
| Mali                              | 1           | –      | 1     | 1                 | –       |
| Mauretania                        | 1           | –      | 1     | 1                 | –       |
| Wybrzeże Kości Słoniowej          | 1           | –      | 1     | 1                 | –       |
| Wyspy Świętego Tomasza i Książęca | 1           | –      | 1     | 1                 | –       |
| Brak danych                       | 8           | –      | 8     | 8                 | –       |
| Razem:                            | 29          | 4      | 33    | 32                | 1       |